# Bregenz
Bregenz (německy  ˈbʁeːɡɛnt͡s, česky též Břežnice) je hlavní město rakouské spolkové země Vorarlbersko, a zároveň i okresním městem okresu Bregenz. Město má přibližně 30 tisíc obyvatel. Leží v nadmořské výšce 574 m n. m. na úpatí hory Pfänder. Město se nachází na břehu Bodamského jezera, největšího jezera v Německu, které leží na hranicích Německa, Rakouska a Švýcarska. Každoročně v červenci a srpnu se v Bregenzu koná hudební festival Bregenzer Festspiele, na jaře se pak koná taneční festival Bregenzer Spring.

## Geografie

Historická malba města

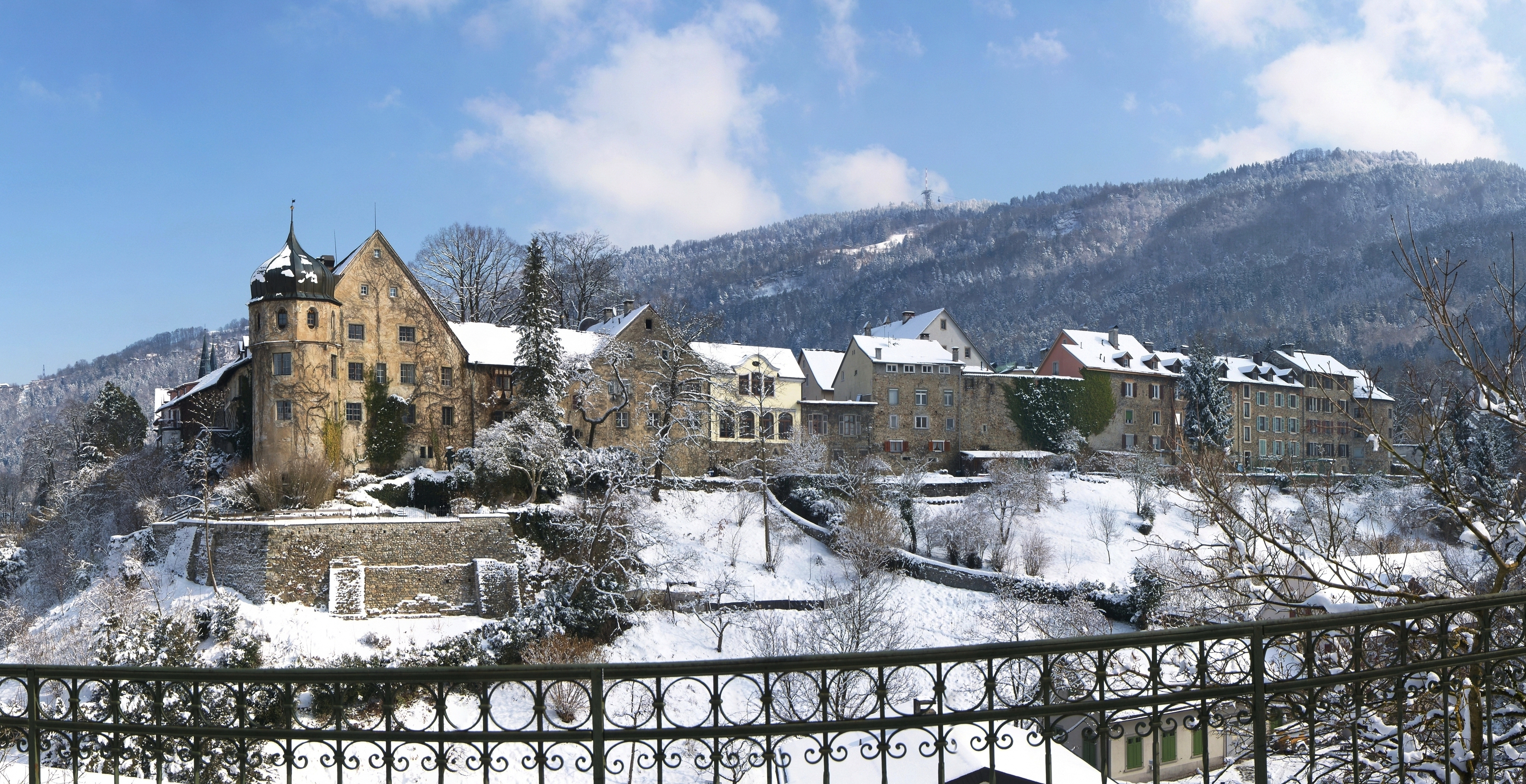
Pohled od Kirchstraße na bregenzské Horní Město (Oberstadt). Za hotelem Deuring Schlössle s cibulovými věžičkami, jsou vidět vrcholky věží kostela Nejsvětějšího srdce Páně.

Město Bregenz se nachází v nejzápadnější spolkové zemi Rakouska a leží na východním břehu Bodamského jezera. Bregenz se dělí na tři katastrální území: 
- Bregenz (936,41 ha)

- Fluh (585,97 ha)

- Rieden (1 400,58 ha)

V těchto katastrálních územích se nacházejí čtyři okresy Bregenz-město, Vorkloster, Schendlingen, Rieden, Weidach a Fluh (Weidach und Fluh). Žije zde přibližně 30 tisíc obyvatel. Obec leží pod 1065 metrů vysokým vrcholem Pfänder.

## Historie

### Období před naším letopočtem
První archeologické nálezy, které dokládají osídlení oblasti, pocházejí z 15. století před naším letopočtem. V oblasti žil pravděpodobně keltský kmen Strabo. V 5. století před naším letopočtem se pak Keltové v oblasti Bregenzu usadili trvale. Po sérii bitev v roce 15 před naším letopočtem město dobyli Římané. Ve městě založili svoji osadu a vojenský tábor.

### Období římské nadvlády
Městu byl udělen titul obec a kolem roku 50 našeho letopočtu se město stalo sídlem římské admirality u Bodamského jezera. V roce 259 nebo 260 našeho letopočtu bylo město zničeno Alamany, kteří oblast ovládali až do roku 450.

### Středověk
V letech 610 až 612 v oblasti působili misionáři svatý Columbanus a svatý Gall. Od roku 917 se ve městě nacházel hrad, kde sídlil rod Udalrigingerů, vládnoucí dynastie Vorarlberska. Tento rod vymřel po meči kolem roku 1150. Synem prvního Udalrichingera byl kostnický biskup svatý Gebhard. Kolem roku 1170 založil Hugo z Tübingenu městskou osadu, která je ale doložena až z roku 1249. Tato osada byla ve 13. a 14. století významně rozšířena. Město bylo dvakrát (v roce 1451 a znovu v roce 1523) prodáno Habsburkům. Během třicetileté války bylo město obléháno Švédy pod vedením Carla Gustava Wrangela.

### Novověk
Bregenz byl také pod bavorskou vládou, a to od roku 1805 do roku 1814. Roku 1842 byl postaven přístav na Bodamském jezeře. Tento přístav pak byl několikrát rozšiřován - v roce 1883 a v letech 1889 až 1891. Železniční spojení do města bylo otevřeno v roce 1872. Od roku 1726 je město sídlem rakouské správy ve Vorarlbersku. V roce 1945 bylo město bombardováno Spojenci. Během bombardování bylo zničeno celkem 72 domů.

## Doprava
Město je napojeno na dálnici A14 (Rheintal/Walgau Autobahn), která město obchází tunelem Pfändertunnel. ÖBB provozují na území města tři nádraží, resp. zastávky: Bregenz, Bregenz Hafen a Riedenburg, dvě poslední pouze pro regionální dopravu. Přes Bregenz projíždějí kromě vlaků railjet a InterCity z Vídně také vlaky EuroCity na trase Curych-Mnichov.

## Kultura
Každoročně v červenci a srpnu se v Bregenzi koná hudební festival Bregenzer Festspiele, jehož pravidelným hostem je Pražský filharmonický sbor pod vedením sbormistra Lukáše Vasilka. Operní představení prováděná na největší světové scéně na hladině jezera "Spiel auf dem See" jsou vrcholem festivalu.

## Turistika
Nejvýznamnějším turistickým cílem je 1065 metrů vysoká hora Pfänder. Na vrchol vede lanová dráha. Většina turistů se do města dostává lodí z jiných míst na březích Bodamského jezera. Ve městě Bregenz se nachází přístav.

## Památky

### Staré město

#### Martinsturm
Martinsturm je historická strážní věž, dříve hlavní brána do města. Byla postavena ve 13. století v rámci výstavby nových městských hradeb. Původním účelem brány bylo skladování obilí. Ve věži nalezneme kapli sv. Martina. Ta byla zřízena v polovině 14. století v nejvyšším patře brány. V letech 1599 až 1601 stavitel Benedetto Prato z Rovereda provedl celkovou rekonstrukci budovy a zvětšil ji. Od roku 1985 do roku 2015 bylo ve věži muzeum vojenské historie, v roce 2015 bylo muzeum přestavěno na muzeum historie města. Dříve se ve věži nacházela také věznice.

#### Stará radnice
Stará radnice (německy Altes Rathaus) z roku 1662 je největší hrázděná stavba ve městě.

#### Deuringschlössle
Deuringschlössle je zámek postavený ve 14. a 15. století. V 17. století byl velmi poškozen švédskou armádou. V témže století pak byl kompletně zrekonstruován. Poslední velká rekonstrukce proběhla na počátku 20. století, kdy byly rekonstruovány venkovní stěny. V roce 2015 byl zámek restaurován. Tento zámek se stal inspirací pro mnoho umělců, například pro Egona Schieleho.

### Kostely[9]
- Evangelický kostel
- Opatství Riedenburg
- Územní opatství Mehrerau
- Kostel sv. Vendelína
- Kaple sv. Martina
- Kostel Nejsvětějšího srdce Páně
- Farní kostel Mariahilf
- Kaple sv. Jana Nepomuckého
- Kostel sv. Gebharda

### Rybářské molo
Molo, postavené v roce 1902, původně sloužilo rybářům, kteří lovili na Bodamském jezeře. V roce 1922 se stalo výchozím bodem pro hydroplány, které na Bodamském jezeře přistávaly. Na počátku 21. století byl na mole otevřen bar.

### Starý vojenský bazén "Mili"
Starý vojenský bazén "Mili" je dřevěný bazén, který stojí na dřevěných kůlech. Jde o nejstarší koupaliště na Bodamském jezeře, bylo vystavěno již v roce 1825. Původně bazén sloužil k výcviku vojenských rekrutů.

## Demografie
V roce 2011 měla obec 27 831 obyvatel. Největší zastoupení zde měli obyvatelé Rakouska.
| Státní příslušnost  | Počet ve městě k roku 2011 |
| ------------------- | -------------------------- |
| Turecko             | 1329                       |
| Německo             | 1035                       |
| Rusko               | 422                        |
| Bosna a Hercegovina | 396                        |
| Chorvatsko          | 223                        |

| Rok sčítání lidu | Počet obyvatel města Bregenz |
| ---------------- | ---------------------------- |
| 1869             | 5223                         |
| 1880             | 6691                         |
| 1890             | 8573                         |
| 1900             | 11455                        |
| 1910             | 13687                        |
| 1923             | 13289                        |
| 1934             | 14999                        |
| 1939             | 15098                        |
| 1951             | 20277                        |
| 1961             | 21428                        |
| 1971             | 23179                        |
| 1981             | 24561                        |
| 1991             | 27097                        |
| 2001             | 26752                        |
| 2006             | 17035                        |
| 2011             | 27831                        |

## Osobnosti
- Arno Anzenbacher (* 1940), filozof a teolog
- Alfred Meißner (1821–1885), básník a spisovatel
- Wolf Dietrich von Raitenau (1559–1617), kníže a arcibiskup salcburský
- Robert Schneider (* 1961), spisovatel

## Partnerská města
- Jeremče, Ukrajina [13]
- Bangor, Severní Irsko, Velká Británie